# Longueville (Manche)
Longueville település Franciaországban, Manche megyében. Lakosainak száma 612 fő (2022. január 1.). Longueville Anctoville-sur-Boscq, Yquelon, Bréville-sur-Mer, Coudeville-sur-Mer és Donville-les-Bains községekkel határos.

## Népesség
A település népességének változása:
| Lakosok száma | 348  | 455  | 530  | 592  | 624  | 619  | 604  | 590  | 587  | 612  |
|               | 1968 | 1982 | 1990 | 2006 | 2013 | 2015 | 2017 | 2019 | 2020 | 2022 |